# Daurat de punta taronja
El daurat de punta taronja (Thymelicus sylvestris) és una espècie de lepidòpter papilionoïdeu de la família dels hespèrids (Hesperiidae) present als Països Catalans.

## Distribució
Present a gran part d'Europa, des de la península Ibèrica, sud de la península Itàlica i sud de Grècia fins al nord de Dinamarca, Estònia i meitat sud de la Rússia europea fins als Urals. També present al nord d'Àfrica, al Marroc i Algèria, així com a l'Àsia temperada des de Turquia fins a l'Iran. Absent de les principals illes mediterrànies, excepte Sicília i diverses illes gregues, com ara Corfú, Citera, Lemnos, Lesbos, Quios, Samos, Kàlimnos, Cos i Sime, mentre que a les illes Britàniques només es troba al sud d'Anglaterra i extrem sud de Gal·les. Ocupa la major part de la península Ibèrica, a excepció de la franja litoral cantàbrica i la Meseta. A Catalunya es troba sobretot en zones muntanyoses de l'interior, incloent-hi els Pirineus, mentre que és absent de les grans planes agrícoles i de la franja litoral.

## Descripció
Envergadura alar d'entre 25 i 28 mm. Lleuger dimorfisme sexual, en presentar el mascle un androconi en forma d'una fina i llarga línia negra a l'anvers de l'ala anterior. Anvers amb el fons ataronjat uniforme i un marge fosc i prim que s'estén una mica cap a l'interior de les ales tot resseguint les venes. Revers de l'ala anterior ataronjada i amb la punta grisosa. Revers de l'ala posterior també ataronjada, però l'escamació grisa està més repartida pel conjunt de l'ala. Les antenes tenen la punta de color taronja per sota.

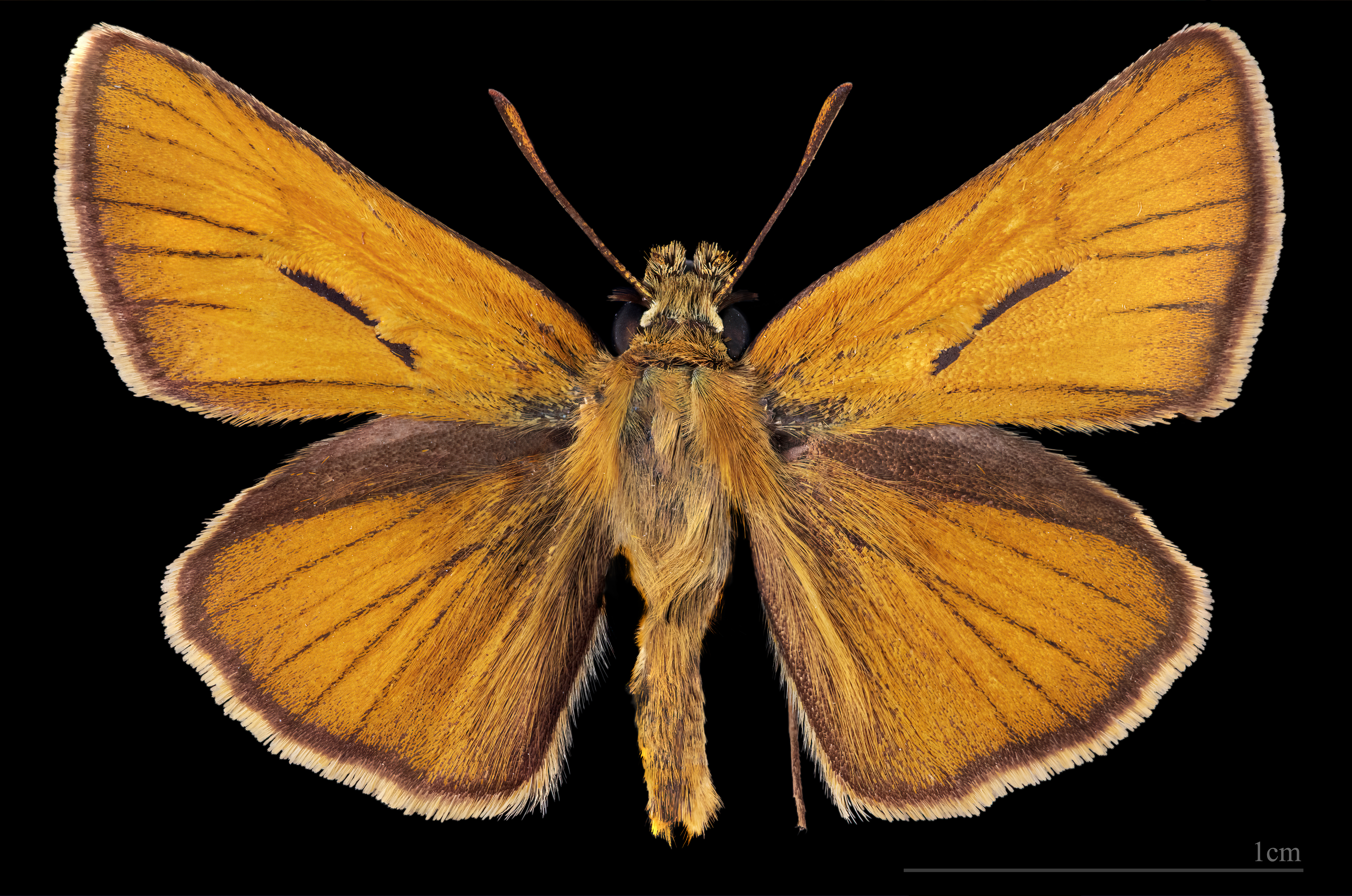
♂
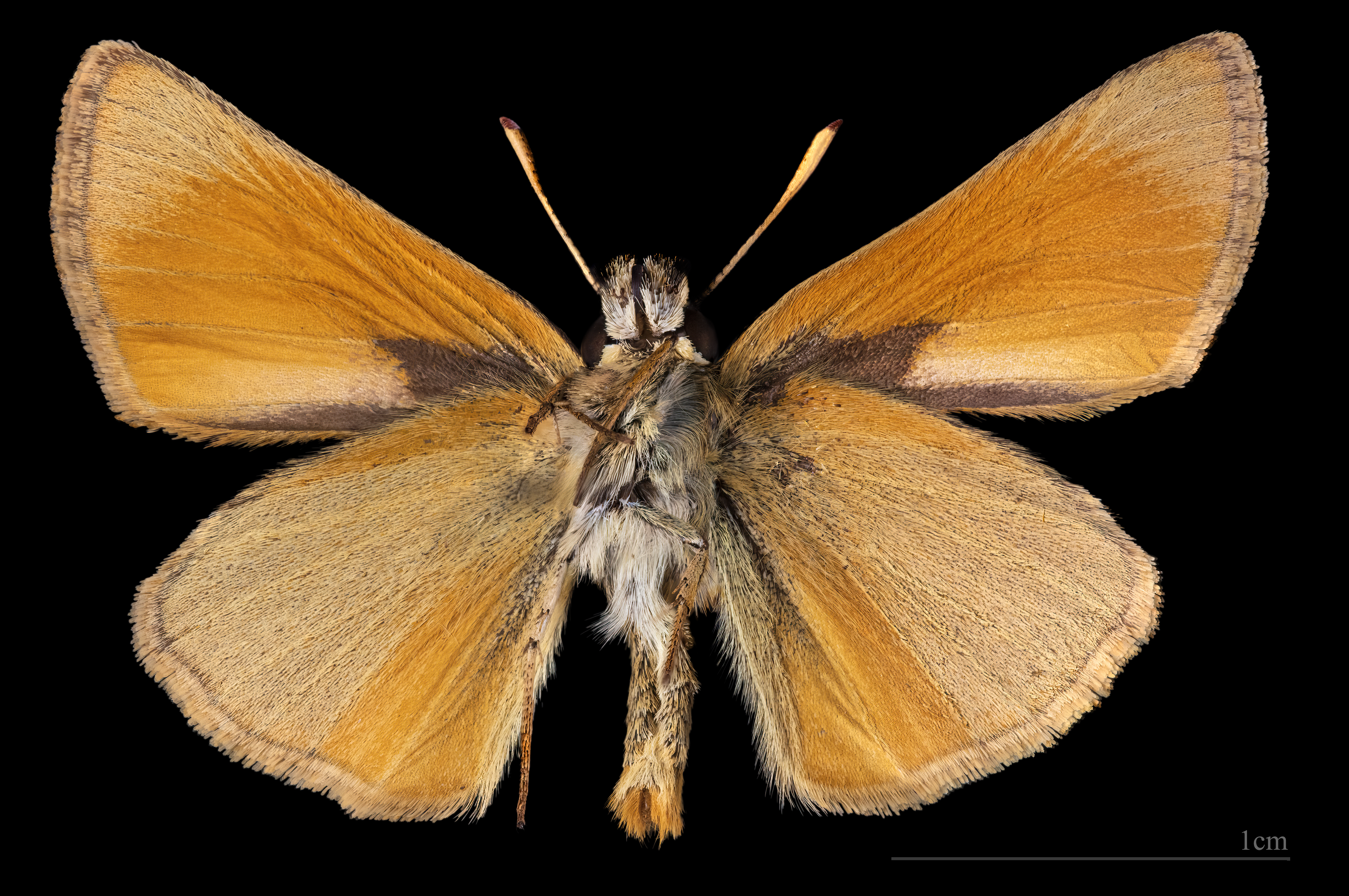
♂ △

## Hàbitat
Llocs oberts diversos, com ara clarianes de bosc amb abundància de flors, matollars amb abundància d'herba alta, prats o vores de pistes i carreteres. Rang altitudinal des del nivell del mar fins als 2200 m. L'eruga s'alimenta de diverses gramínies, entre les quals destaquen Dactylis glomerata, Holcus lanatus, Holcus mollis, Phleum pratense, Anthoxanthum odoratum, Brachypodium sylvaticum i Cynosurus echinatus, així com espècies del gènere Festuca.

## Període de vol i hibernació
Vola en una generació entre maig i agost. Hiverna com a eruga.

## Comportament i particularitats biològiques
Per a pondre els ous, les femelles s'aturen a la part superior de les seves plantes nutrícies i van descendint per les tiges tot introduint l'extrem de l'abdomen entre plecs de fulles per a dipositar-hi grups de fins a una dotzena d'ous. Les erugues hivernen en un receptacle construït a partir de les fulles de les seves plantes nutrícies.

## Espècies ibèriques similars
- Daurat fosc (Thymelicus acteon)
- Daurat de punta negra (Thymelicus lineola)
- Dard ros (Ochlodes sylvanus)

## Galeria

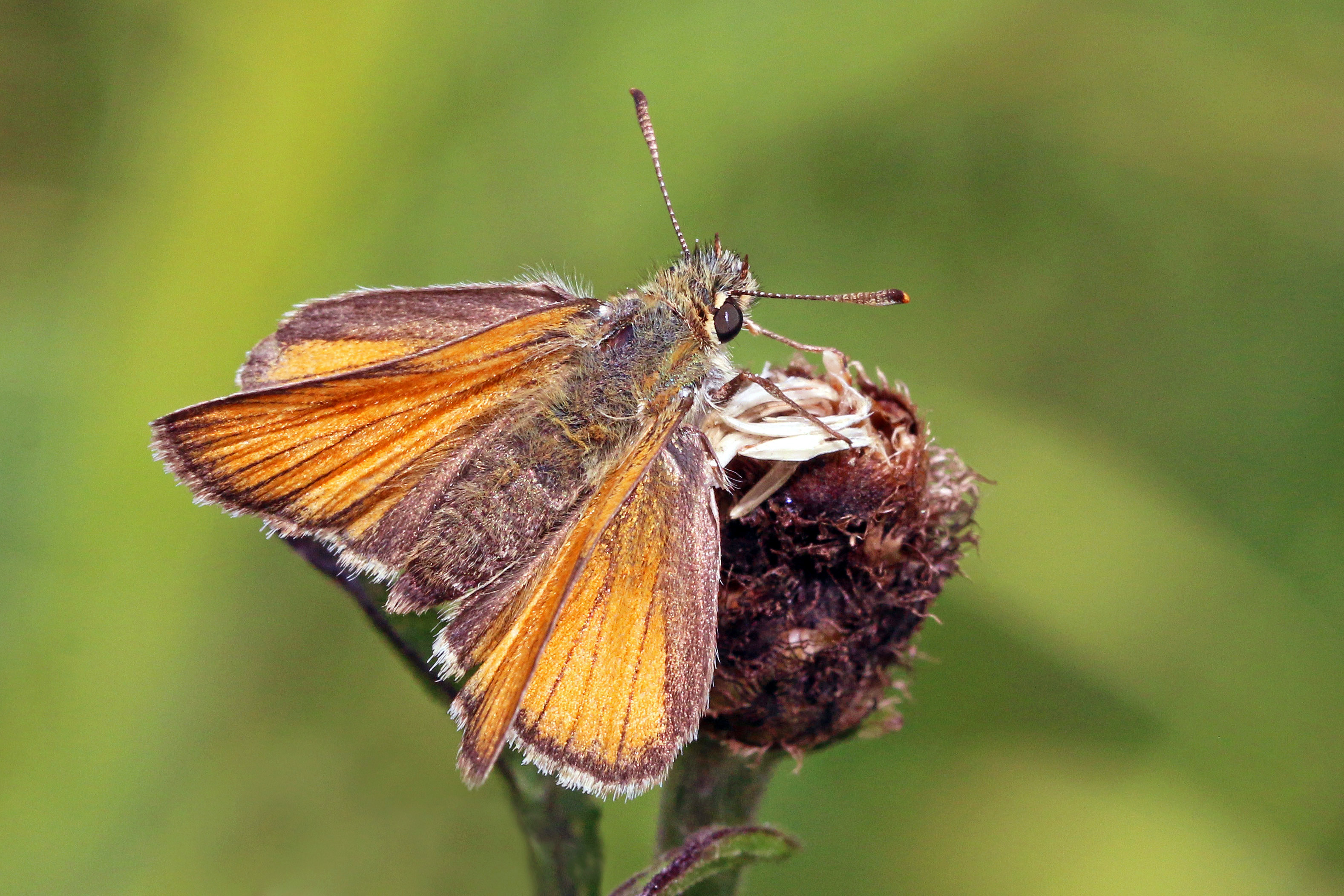
Anvers d'una femella
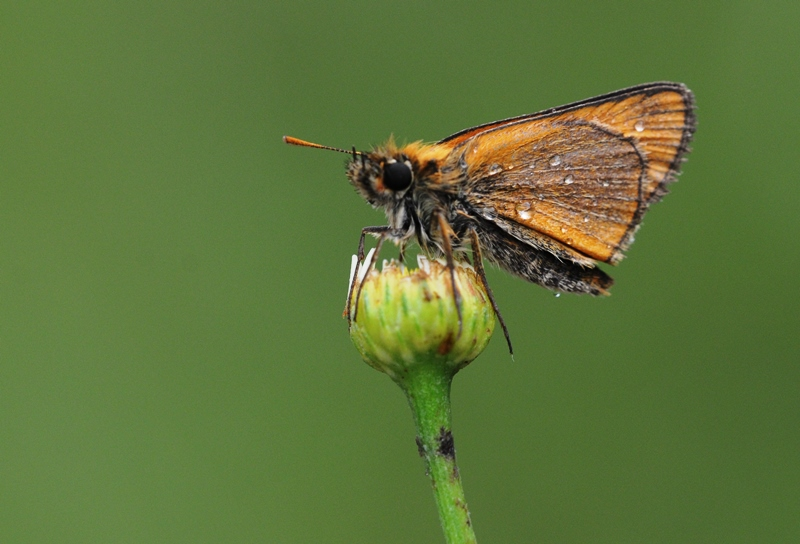
Revers d'un adult
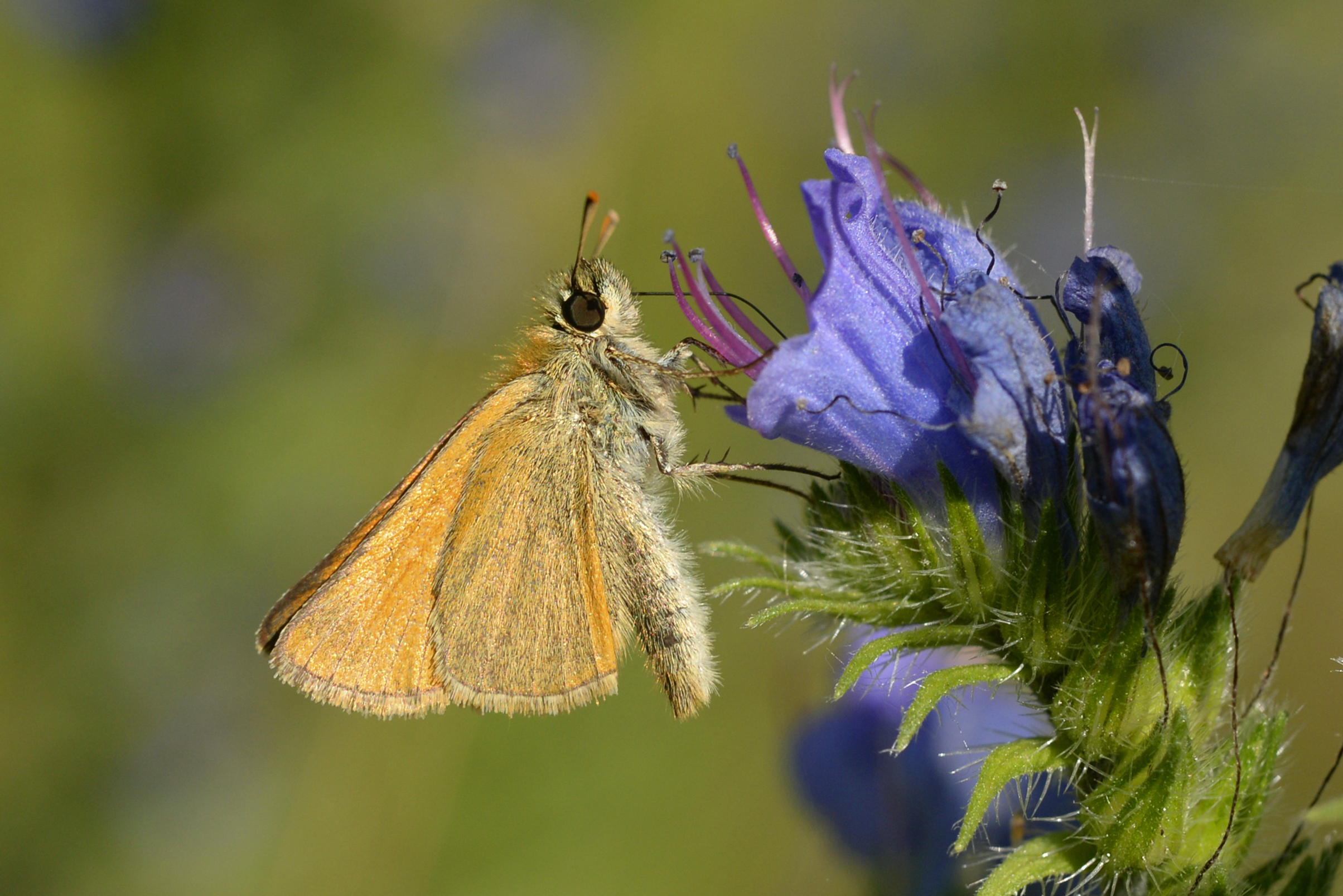
Adult alimentant-se